# 慈雲山法藏寺
22°20′58″N 114°11′38″E / 22.34952°N 114.19394°E

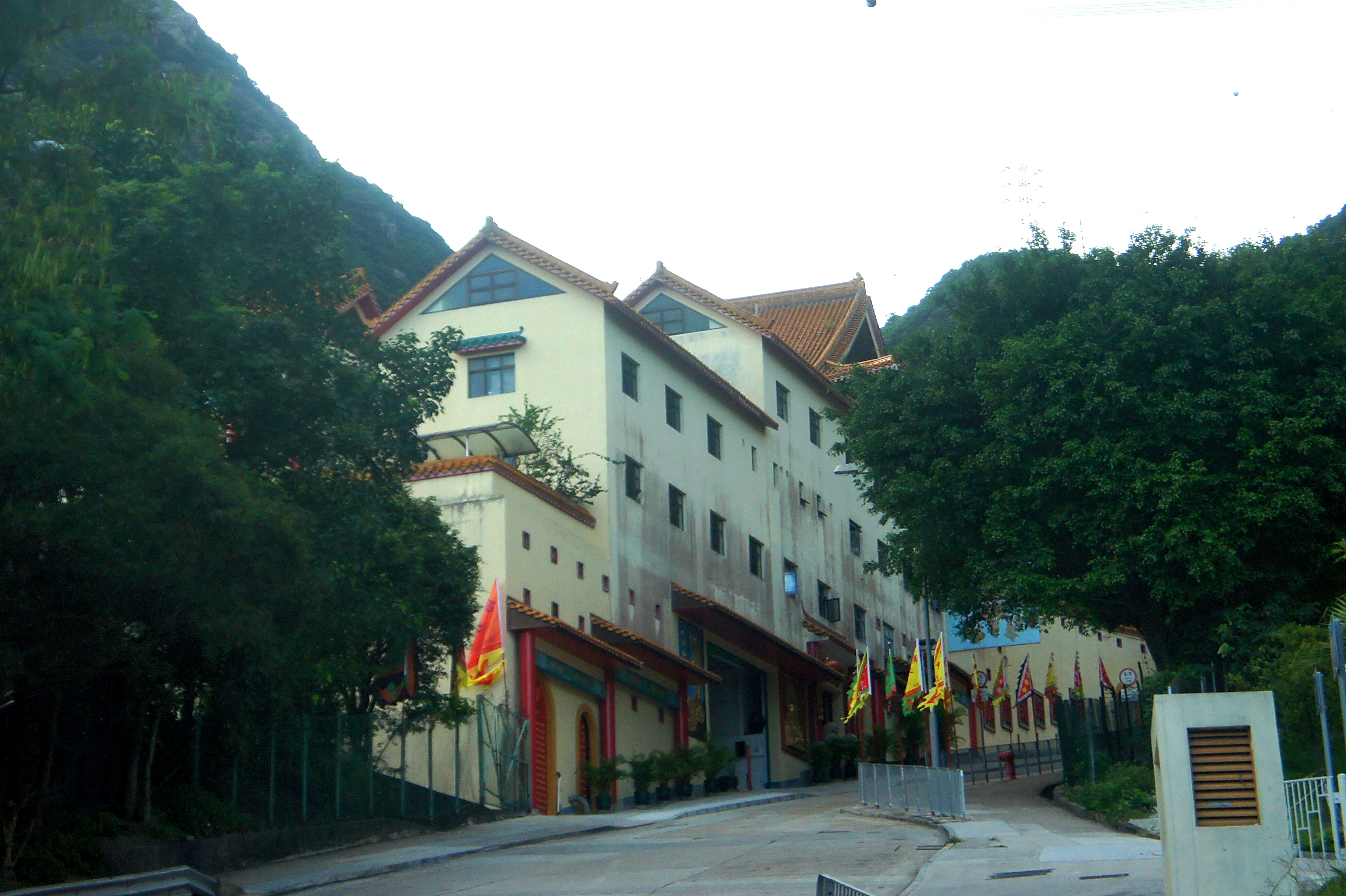
慈雲山法藏寺

慈雲山法藏寺是香港的一所著名的佛寺，位於九龍黃大仙區慈雲山沙田坳道175號，佔地約1,000平方米；由該寺往上走約200米，已經是屬沙田區範圍。該寺由釋河清大師於1948年創立，並曾於1990年重修。
法藏寺屬於三進式的設計，最前方為哼哈殿，之後是天王殿及韋馱殿，最後是大雄寶殿，而其左右分別是觀音殿和伽藍殿。
而慈雲山法藏寺也是沙田坳道單行和雙行的分界點，駕車上山過了本寺後就不可回頭，僅能一路接續到扎山道後下山（扎山道配合沙田坳道，為僅能下山的單行道）。

## 軼事
而邵氏電影《四個自殺的少女》也是曾在這裡拍攝。